# Isola Alexander (fiume Collie)
L'isola Alexander è una piccola isola situata nel fiume Collie, nell'Australia Occidentale.

## Geografia
La superficie dell'isola è di soli 5,4 ettari e si trova a poche centinaia di metri ad est del ponte Collie, ad Australind, una zona periferica della città di Bunbury.
L'isola faceva parte di un'area di 120 ettari concessa nel 1839 dal demanio a George Leake, un ricco proprietario terriero vissuto a cavallo tra i secoli XVIII e XIX. Tuttavia, data la particolare ubicazione all'interno del fiume, restò sempre pressoché indisturbata. Nel 2005, fu riconosciuta come un importante habitat per la vita selvatica ed acquistata dal Governo dell'Australia occidentale per 110.000 dollari. È oggi un'area protetta nell'ambito del programma di conservazione del Greater Bunbury Region Scheme.